# Едличе (гмина)
Едличе (пол. Jedlicze) — городско-сельская гмина (волость) в Польше, входит как административная единица в Кросненский повет (Подкарпатское воеводство), Подкарпатское воеводство. Население — 15 029 человек (на 2004 год).

## Демография
| Перепись                       | Всего   | Всего | Женщины | Женщины | Мужчины | Мужчины |
| ------------------------------ | ------- | ----- | ------- | ------- | ------- | ------- |
| Единицы                        | человек | %     | человек | %       | человек | %       |
| Население                      | 15 029  | 100   | 7643    | 50,9    | 7386    | 49,1    |
| Плотность населения (чел./км²) | 258,2   | 258,2 | 131,3   | 131,3   | 126,9   | 126,9   |

## Сельские округа
1. Модерувка
2. Длуге
3. Хлебна
4. Добешин
5. Ящев
6. Пётрувка
7. Порембы
8. Поднебыле
9. Поток
10. Жарновец

## Соседние гмины
1. Гмина Хоркувка
2. Гмина Ясло
3. Кросно
4. Гмина Тарновец
5. Гмина Вояшувка